# Mohammed Atef
Mohammed Atef (Arabisch: محمد عاطف) (Al Minufiyah, 1944? – nabij Kabul, november 2001) was een Egyptische terrorist die vaak de strijdnaam Abu Hafs al-Masri gebruikte. Als schuilnaam gebruikte hij ook onder meer Abu Hafez, Abu Hafs, Abu Hafs al-Masri, Abu Hafs El-Masry El-Khabir, Taysir, Sheikh Taysir Abdullah en Abu Khadijah.
Zijn dochter trouwde met een zoon van Osama bin Laden.
Atef was een Egyptisch politieagent en een lid van de Egyptische Islamitische Jihad. Hij was onder meer betrokken bij de moord op de Egyptische president Anwar Sadat, aanslagen in Egypte (Luxor) en Oost-Afrika, en de opleiding en trainingen van Al Qaida-strijders in Somalië en Afghanistan.
Atef werd in november 2001 gedood bij een raketaanval door de Amerikaanse strijdkrachten in Afghanistan.